# Paradiscopus maculatus
Paradiscopus maculatus là một loài bọ cánh cứng trong họ Cerambycidae.